# Nyctimene aello
Il pipistrello della frutta dalle narici a tubo dalla banda larga (Nyctimene aello Thomas, 1900) è un pipistrello appartenente alla famiglia degli Pteropodidi, diffuso in Nuova Guinea e alcune isole vicine.

## Descrizione

### Dimensioni
Pipistrello di medie dimensioni, con la lunghezza della testa e del corpo tra 103 e 144 mm, la lunghezza dell'avambraccio tra 77,7 e 88,1 mm, la lunghezza della coda tra 14,1 e 31 mm, la lunghezza del piede tra 16 e 22,7 mm, la lunghezza delle orecchie tra 13,4 e 24 mm e un peso fino a 93 g.

### Aspetto
Le parti dorsali sono marroni chiare, mentre le parti ventrali sono color cannella lungo i fianchi, giallo pallido sull'addome e più pallide sul basso ventre e sui lati del collo. Lungo la spina dorsale è presente una vistosa banda scura, larga fino a 15 cm, circa un terzo dell'ampiezza della schiena.  È inoltre presente una sottile banda marrone scuro lungo ogni lato della schiena all'attaccatura delle ali. Il muso è fulvo-giallastro, corto, tozzo e largo, gli occhi sono grandi. Le narici hanno la forma di due piccoli cilindri che si estendono ben oltre l'estremità del naso. Le orecchie sono ben separate tra loro, arrotondate e ricoperte esternamente di macchie giallognole. Le ali sono marroni chiare, ricoperte di macchie giallognole e marroni scure e sono attaccate posteriormente alla prima falange del secondo dito dei piedi. Gli artigli sono neri. La coda è lunga e si estende completamente fuori dall'uropatagio, il quale è ridotto ad una sottile membrana lungo la parte interna degli arti inferiori, più sviluppata nella parte centrale.

## Biologia

### Comportamento
Si rifugia singolarmente o in piccoli gruppi nella densa vegetazione.

### Alimentazione
Si nutre di frutta, principalmente di specie native di Ficus che crescono nel sottobosco forestale.

### Riproduzione
Femmine gravide sono state osservate a gennaio e febbraio, mentre un'altra che allattava è stata catturata nel mese di settembre.

## Distribuzione e habitat
Questa specie è diffusa in Nuova Guinea e in alcune isole vicine.
Vive nelle foreste pluviali primarie e secondarie, paludi e giardini fino a 1.000 metri di altitudine.

## Tassonomia
Sono state riconosciute due sottospecie:
- N. a. aello: Nuova Guinea centrale e sud-orientale; Kairiru, Kadovar e Admosin;
- N. a. celaeno (Thomas, 1922): Nuova Guinea nord-occidentale, Misool e Salawati.

## Conservazione
La IUCN Red List, considerato il vasto areale e la popolazione numerosa, classifica N. aello come specie con rischio minimo (LC).